# Chiesa della Santissima Trinità (Aleppo)
La Chiesa della Santissima Trinità (in armeno Սուրբ Երրորդութիւն Եկեղեցի?, trasl. Sourp Yerrortutyun ; in arabo كنيسة الثالوث الأقدس‎?), chiamata anche  Zvartnots, è un edificio di culto della Chiesa Cattolica Armena, ubicato nel distretto al-Midan di Aleppo.
Fu consacrata nel 1965 in occasione del 50º anniversario del genocidio armeno e fu ristrutturata nel '90. L'architetto Pascal Paboudjian scelse per il tempio il modello di Zvartnots, sito archeologico di Vagharshapat risalente al tempo della conquista araba dell'Armenia.
Il sito ospita la scuola elementare Zvartnots (in arabo مدرسة الفرح‎?, trasl. scuola al-Farah), che appartiene all'Arcieparchia di Aleppo.